# Mastigoproctus pelegrini
Mastigoproctus pelegrini är en spindeldjursart som beskrevs av Armas 2000. Mastigoproctus pelegrini ingår i släktet Mastigoproctus och familjen Thelyphonidae. Inga underarter finns listade i Catalogue of Life.